# 城山クラインガルテン

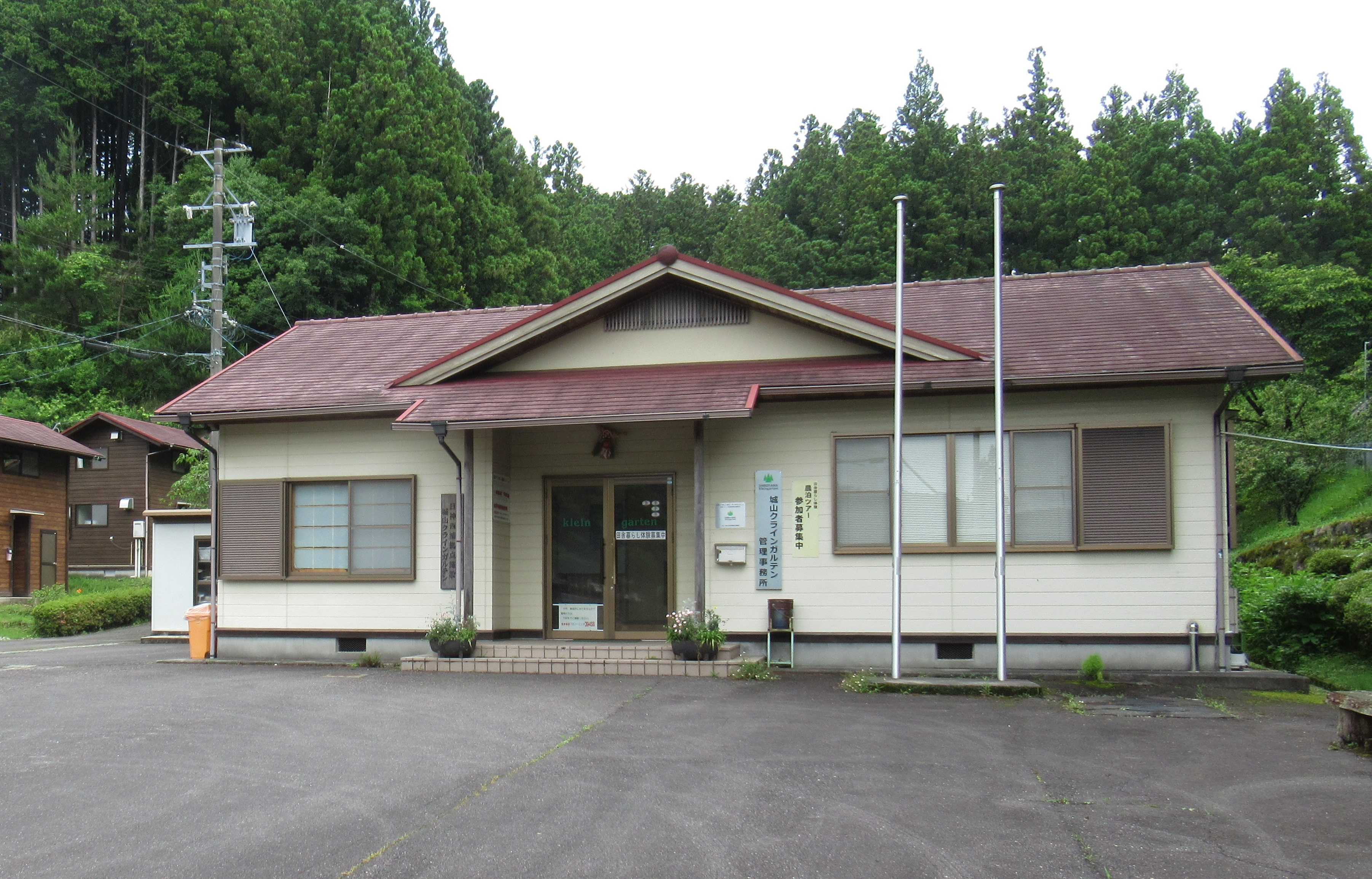
管理事務所

城山クラインガルテン（しろやまクラインガルテン）は、三重県津市美杉町太郎生（みすぎちょうたろお）にある滞在型の市民農園であり、都市住民に農業に親しんでもらうことと都市・農村間の相互理解を深めることを目的に設置された市民農園である。日本の他の「クラインガルテン」はほとんどが行政の直営か第三セクターによって運営されているが、城山クラインガルテンは民間経営である。

## 特徴
休耕田になっていた土地を整備したもので、ラウベと呼ばれる小屋と菜園で構成される農園が27区画ある。ラウベは43 m2、菜園は平均60 m2であり、ラウベには台所、薪ストーブ、ガス風呂、電気、水洗トイレが設置されている。薪ストーブは冬場に利用者が減少することへの対策として農林水産省の都市農村共生・対流総合対策交付金を活用して整備し、燃料の薪は太郎生の里山整備で伐採した木材を利用する。利用者の栽培する野菜類はイチゴ・セロリ・タマネギ・コマツナ・ネギ・ダイコン・ハクサイなど多種多様で、菜園がラウベに直結しているので収穫してすぐに調理できる。
利用者は中京圏と近畿圏（特に愛知県と大阪府、三重県内では津市や松阪市）に在住しており、別荘代わりに使う人から年300日滞在する人まで多様である。複数人でシェアし、アウトドアの拠点とする人もいる。年齢層は60 - 70代が多い。利用者は播種（種まき）から収穫に至る一連の農作業について農業の専門家（美杉倶留尊高原農場の出資農家）から直接指導を受けることができ、農機具や軽トラックの無料貸し出し、滞在できない間の毎日の水やりサービスを受けることもできる。開業以来継続して利用契約している人や一度他のクラインガルテンに移ったものの戻ってきた人、クラインガルテンを借りたことを契機に太郎生へ移住した家族もいる。利用者が快適に利用できるよう、規則はあまり作らないようにし、利用者同士や地域住民との交流ができるイベントを開催している。具体的には夏祭りや餅つきなどが挙げられる。このイベントは当初、運営者である美杉倶留尊高原農場が企画することが多かったが、次第に利用者が企画提案から準備まで実行するようになっていった。
土地は有限会社美杉倶留尊高原農場が同社の出資者でもある地主から借用しており、将来的には同社が買い取る契約となっている。利用者の農業意欲に応じるため、当初借用した土地に加えて休耕田を借り増している。借り増した土地は太郎生の住民が耕作している土地に隣接していることから、クラインガルテンの利用者が住民に農法の指導を求めたり、住民がどこから来たのかなどと話しかけるなどして交流が深まる場となっている。なお、クラインガルテンの名前「城山」は所在地の地名であり、北畠家の家臣である中森数馬之助が中森城という居城を構えていたとされるが、詳細は不明である。
農園のほかにもバーベキュー場、ピザ窯、陶器窯を保有し、利用者は自由に利用することができる。五右衛門風呂もあり、風呂を沸かして入浴する体験ができる。

## 美杉倶留尊高原農場
有限会社美杉倶留尊高原農場（みすぎくろそこうげんのうじょう）は、城山クラインガルテンを運営する企業で農業生産法人である。地域住民9人の出資で設立された会社であり、会社設立に当たって行政の補助金は得ていない。城山クラインガルテンの運営と農業指導を主業務とする。普段はクラインガルテンの管理棟に職員が常駐し利用者の相談に応じるほか、利用者が滞在できない間に水やりなどの作業を代行する。
都市との交流活動などを行っている「中太郎生西グリーンツーリズム推進委員会」の事務局を務めており、クラインガルテンを拠点とした自然観察会や田舎暮らし体験を開催している。同委員会はこのほか地域ブランド米の「湧水米」という倶留尊山の湧水で栽培したコメの販売も行っている。また太郎生地域づくり協議会と名古屋産業大学の協定に基づき、同学の学生のインターンシップを受け入れ、インターン中は宿泊棟を無料で提供している。太郎生地域づくり協議会の運営するたろっと三国屋とは「農泊」を通して協力関係にある。

## 歴史
美杉村（当時）の太郎生地区では各戸が持ち回りで自治会の組長を務める習慣があり、1990年代に組長へ就任した井上司の元に「城山が荒廃し野生動物のすみかになっている」という相談が寄せられた。井上は「ここで事業をするなら協力してくれるか」と呼びかけ、組の全20戸から同意を取り付けた。井上組長の任期中には事業が実行に移されることはなかったが、それから3年後に井上が定年退職間近となったところで新規事業を立ち上げることを決意し、美杉村役場へ相談に行った。こうした中で当時まだ日本国内に5か所しかなかったクラインガルテンの将来性に目を付け、整備に向けた会合や資料収集を重ねていった。
先に同意していた20戸のうち、城山に土地を所有していた人を中心に9人が共同出資して有限会社美杉倶留尊高原農場を設立、代表取締役に井上が就任した。またクラインガルテンの発祥の地であるドイツへも何度も訪問して整備を行った。そして2億円を投じて1998年（平成10年）5月に城山クラインガルテンが開業した。整備費には山村振興等農林漁業特別対策事業を活用し、事業費の8割を日本国・三重県・美杉村が負担した。開業当初はラウベと菜園の利用料として年間60万円と設定し、稼働率は75%ほどであった。60万円という価格は採算性の観点からは格安であるが、日本国内の他のクラインガルテンと比べると高額であり、クラインガルテン自体の数も増えてきたことから後に50万円へ引き下げられた。
1999年（平成11年）には、ドイツ・ミュンヘンの南西83クラインガルテンと提携し、400区画の体験農園を整備、年間5,000円で利用できるようにした。開業から5年が経過した2003年（平成15年）頃から利用者が増加し始め、2008年（平成20年）頃には全区画が貸し出されるようになった。2007年（平成19年）10月より、津市の依頼を受けて田舎暮らし体験塾を開催し、そば打ち体験、椎茸狩り、コンニャク作りなどの体験プログラムを提供している。田舎暮らし体験塾は1日2組限定で、1泊2日でラウベに泊まりクラインガルテンを体験させるというものである。

## 交通
津市街（津駅または津市役所）から自動車で約1時間20分、JR名松線伊勢奥津駅から自動車で約20分かかる。名古屋や大阪から自動車で向かうと3時間ほどかかり、利用者にとっては「少し遠出した」という気分になるという。